# University of Massachusetts

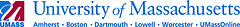

Der Begriff University of Massachusetts bezeichnet das staatliche Universitätssystem des US-Bundesstaats Massachusetts. Es besteht aus den folgenden, weitgehend unabhängig voneinander operierenden Standorten (in Klammern jeweils die Zahl der Studierenden im Herbst 2021):
- University of Massachusetts Amherst in Amherst (32.045[1])
- University of Massachusetts Boston (15.637[2])
- University of Massachusetts Dartmouth (7.717[3])
- University of Massachusetts Lowell in Lowell (17.597[4])
- University of Massachusetts Medical School in Worcester (1.292[5])

Außerhalb von Massachusetts:
- University of Massachusetts Global ist ein Standort in Irvine in Kalifornien (9.798[6]), der durch die Übernahme der dortigen Universität (damals Brandman University genannt) im Jahr 2021 zur University of Massachusetts gehört.

Die Abkürzung UMass wird je nach Zusammenhang unterschiedlich benutzt. Es ist einerseits die offizielle Abkürzung des Namens „University of Massachusetts“ und kann damit das Gesamtsystem der Universitäten bezeichnen. Auch in Verbindung mit den Ortsnamen der einzelnen Standorte wird „University of Massachusetts“ oft zu UMass abgekürzt (z. B. UMass Amherst, UMass Boston). Wird der Name UMass ohne Ortsangabe benutzt, kann damit je nach Zusammenhang ein konkreter Standort oder das Gesamtsystem gemeint sein.
Im alltäglichen Sprachgebrauch wird mit UMass meistens die Universität in Amherst bezeichnet. Dieser Sprachgebrauch wird selbst an anderen UMass-Standorten wie beispielsweise in Boston gepflegt. Tatsächlich wird der Universitätsname an allen Standorten außer Amherst sowohl als „UMass [Standort]“ (z. B. UMass Dartmouth) als auch „UM[Anfangsbuchstabe des Standorts]“ (z. B. UMD) abgekürzt. An der Medical School in Worcester wird entsprechend von „UMass Medical School“ oder „UMMS“ gesprochen. Beispielsweise sprechen Studenten in Boston von der eigenen Universität oft als „UMB“ in Unterscheidung zu „UMass“ (= UMass Amherst). Nur in Amherst wird die Universität lediglich als „UMass“ oder „UMass Amherst“ bezeichnet, nicht aber als UMA.

## Vermögen
Der Wert des Stiftungsvermögens des Universitätsverbunds lag 2021 bei 1,204 Mrd. US-Dollar (Platz 120 der vermögendsten Universitäten) und damit 34,4 % höher als im Jahr 2020, in dem es 895,8 Mio. US-Dollar betragen hatte.